# Raión de Aktsyabarski
Aktsyabarski (en bielorruso: Акцябрскі раён) es un raión o distrito de Bielorrusia, en la provincia (óblast) de Gómel. Su capital es Aktsiabrski.
Comprende una superficie de 1387 km².

## Demografía
Según estimación 2010 contaba con una población total de 15869 habitantes.

## Subdivisiones
Comprende el asentamiento de tipo urbano de Aktsiabrski (la capital) y los siguientes 8 consejos rurales:
- Aktsiabrski
- Valósavichy
- Krásnaya Slabadá
- Lamavichy
- Liuban
- Liáskavichy
- Parechcha
- Rassviet